# Variolite

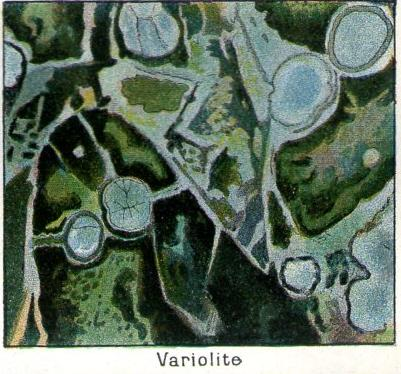

La variolite, du latin « variola » est une variété de basalte de couleur vert sombre, dont le relief présente de petits boutons blanchâtres en forme de pustules qui lui a valu son nom, attribué par le géologue et minéralogiste Alexandre Brongniart (1770-1847) (directeur de la Manufacture de Sèvres). Les basaltes sont des roches volcaniques.

## Formation

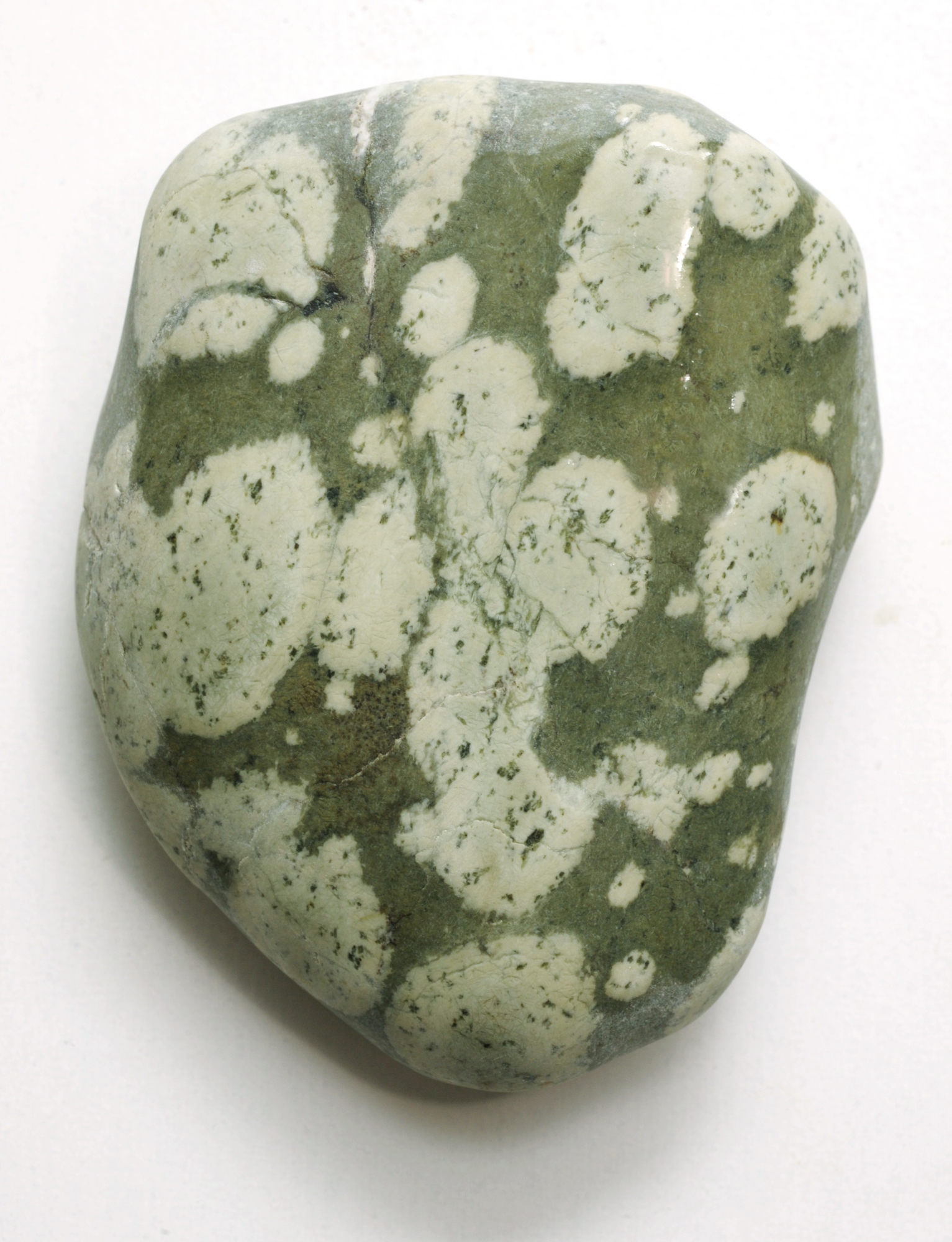
galet de variolite,
en provenance de la péninsule Olympique (État de Washington)

Les variolites constituent une zone des pillows-lavas proche de la surface du coussin. Elles ont subi un refroidissement rapide, à l'origine de l'aspect caractéristique de la roche.
Leur origine océanique fait que les variolites se retrouvent généralement dans les complexes ophiolitiques.

## En France
Les variolites sont des roches que l'on trouve dans le sud de la France, notamment dans l'ensemble du lit de la Durance. Elles ont été transportées par la rivière depuis les ophiolites alpines en place, notamment celles des Hautes-Alpes : Chenaillet et Queyras.
Encore au XIXe siècle, ces galets de variolite en provenance du lit de la Durance étaient utilisées comme pierre à venin en Haute-Loire pour soigner les morsures de serpent du fait de leur aspect qui en rappelle la peau et les écailles,.